# Hermann von Zeller
Karl Hermann Zeller, ab 1894 von Zeller, (* 1. August 1849 in Döffingen; † 22. Januar 1937 in Stuttgart) war ein deutscher Jurist sowie Präsident des Konsistoriums und der Kirchenregierung der Evangelischen Landeskirche in Württemberg.

## Leben und Beruf
Hermann Zeller war Sohn des gleichnamigen Pfarrers (* 1807; † 1885). Er studierte nach der Schule Rechts- und Staatswissenschaften an der Universität Tübingen, wo er 1867 Mitglied der Studentenverbindung Staufia und 1870 Mitglied der Verbindung Normannia (ab 1934 Burschenschaft Normannia Tübingen) wurde. Ab 1876 war er Sekretär bei der Forstdirektion, ab 1877 im württembergischen Departement der Finanzen, wo er bis zum Ministerialrat aufstieg. 1895 übernahm er die Leitung des Statistischen Landesamts in Württemberg. 1904 wurde er Vorstand des Steuerkollegiums und erhielt den Titel Präsident. Am 1. Januar 1913 wurde von Zeller zum Präsidenten des Konsistoriums berufen. Als am Ende des Ersten Weltkrieges das „landesherrliche Kirchenregiment“ wegfiel und die evangelische Landeskirche somit keinen Landesbischof („summus episcopus“) hatte, übernahm von Zeller die vorläufige Kirchenregierung der Evangelischen Landeskirche in Württemberg, bis diese sich eine neue Verfassung gab und 1924 Johannes von Merz erster Kirchenpräsident der Landeskirche wurde. Bis zu dieser Zeit vertrat von Zeller auch die württembergische Landeskirche bei der Deutschen Evangelischen Kirchenkonferenz bzw. der Vorkonferenz 1919 in Kassel. Ferner war er Vertreter im 1. Deutschen Evangelischen Kirchentag 1919 in Dresden und 1921 in Stuttgart sowie im 1. und 2. Deutschen Evangelischen Kirchenausschuss.
Von Zeller gehörte auch mehrmals der württembergischen Landessynode an. In der VI. Synode war er Vorsitzender der Kommission für ökonomische Gegenstände. Der VII. und VIII. Synode stand er als Präsident vor, bis er 1912 ausschied. Sein Nachfolger als Synodalpräsident wurde Karl von Haffner.
In seiner Eigenschaft als Präsident der evangelischen Landessynode von 1906 bis 1912 und als Präsident des evangelischen Konsistoriums von 1913 bis 1918 war von Zeller Mitglied in der Ersten Kammer der württembergischen Landstände, die auch als Kammer der Standesherren bezeichnet wurde.
Von Zeller hatte neben seiner hauptberuflichen Tätigkeit im Konsistorium auch mehrere Ehrenämter inne. So war er unter anderem im Zentralausschuss des Vereins zur Fürsorge für entlassene Strafgefangenen, im Verwaltungsrat der Evangelischen Diakonissenanstalt Stuttgart und im Evangelischen Presseverband tätig.

## Ehrungen
- 1894 Ehrenkreuz des Ordens der württembergischen Krone, welches mit dem persönlichen Adelstitel verbunden war[4]
- 1900 Olga-Orden[5]
- 1903 Kommenturkreuz des Ordens der württembergischen Krone[6]
- 1908 Kommenturkreuz 1. Klasse des Friedrichs-Ordens
- 1917 Verleihung der Ehrendoktorwürde Dr. theol. h. c. durch die Universität Tübingen
- 1924 Verleihung der Ehrenmitgliedschaft beim evangelischen Oberkirchenrat